# Heteroctenus melloleitaoi
Espèce
Synonymes
- Rhopalurus melloleitaoi Teruel & Armas, 2006

Heteroctenus melloleitaoi est une espèce de scorpions de la famille des Buthidae.

## Distribution
Cette espèce est endémique de la province de Granma à Cuba. Elle se rencontre vers Niquero.

## Description
Le mâle holotype mesure 95,9 mm, le mâle paratype 78,6 mm et les femelles paratypes 85,6 mm et 91,4 mm.

## Systématique et taxinomie
Cette espèce a été décrite sous le protonyme Rhopalurus melloleitaoi par Teruel et Armas en 2006. Elle est placée en synonymie avec Heteroctenus junceus par Esposito, Yamaguti, Souza, Pinto da Roacha et Prendini en 2017. Elle est relevée de synonymie dans le genre Heteroctenus par Armas en 2017.

## Étymologie
Cette espèce est nommée en l'honneur de Cândido Firmino de Mello-Leitão.

## Publication originale
- Teruel & Armas, 2006 : « Nueva especie de Rhopalurus Thorell, 1876 de Cuba Oriental, con algunas consideraciones sobre sos congeneres Antillanos (Scorpiones: Buthidae). » Boletín de la Sociedad Entomológica Aragonesa, no 50, p. 209-217 (texte intégral).